# Distretto di Yadgir
Il distretto di Yadgir è un distretto del Karnataka, in India. È situato nella divisione di Gulbarga e il suo capoluogo è Yadgir. 
Il distretto è stato creato il 30 dicembre 2009 separando i comuni (taluk) di Shahapur, Surpur e Yadgir dal distretto di Gulbarga. Nel progetto originario il distretto avrebbe dovuto comprendere anche i comuni di Jewargi e Sedam ma l'opposizione della popolazione locale ha fatto decidere diversamente.